# Serra del Collar
La Serra del Collar és una serra situada al municipi de Farrera a la comarca del Pallars Sobirà, amb una elevació màxima de 2.349 metres.